# 山河内駅
山河内駅（やまがわちえき）は、徳島県海部郡美波町山河内にある、四国旅客鉄道（JR四国）牟岐線の駅である。駅番号はM22。駅の標高は65.2 m。

## 歴史
- 1942年（昭和17年）7月1日：開業[2]。
- 1959年（昭和34年）3月1日：業務委託駅となる[5]。
- 1970年（昭和45年）4月1日：貨物取扱廃止[2]
- 1972年（昭和47年）10月1日：荷物扱い廃止[6]。無人化[3]。
- 1987年（昭和62年）4月1日：国鉄分割民営化によりJR四国の駅となる[2]。

## 駅構造
阿波海南に向かって右側に単式ホーム1面1線を有する地上駅。元は2面3線だったが後に単式1面2線となり、無人化時に駅舎側の1線を外した。片面ホームや中線の痕跡が残る。
国鉄時代はこぢんまりとした駅舎が残っていたが、JR四国になってから駅舎は取り壊された。代わりにホーム上に庇のついた待合所とトイレが設置されている。駅舎のあった場所には、駅舎の叩きが今も残っている。
ホームは駅前広場から一段高いところにある。出入口は階段とスロープが別の位置に設置されている。

## 駅周辺
駅名のとおり両側を山に挟まれた谷間にある駅。しかし、駅や国道55号を中心に小さいながらも集落が形成されている。利用客は隣の辺川駅よりは多い。
- 山河内天文台
- 打越寺
- 吉野神社（打越寺の近くに所在）
- 国道55号
- 山河内谷川

## 隣の駅
四国旅客鉄道（JR四国）
■牟岐線
■普通
日和佐駅 (M21) - 山河内駅 (M22) - 辺川駅 (M23)